# Stade André-et-Guy-Boniface
Le stade André-et-Guy-Boniface (auparavant stade municipal de Barbe d'or puis stade Guy-Boniface) est un stade situé à Mont-de-Marsan dans le département des Landes.
Il est le stade résident de l'équipe de rugby à XV de la ville, le Stade montois.

## Historique
Construit à partir de juillet 1963 dans le quartier de Saint-Médard pour succéder au stade Jean-Loustau, il est inauguré le 12 septembre 1965 sous le nom de Barbe d'or ; il est néanmoins utilisé avant son utilisation officielle, par exemple à l'occasion d'un match contre le voisin de l'US Dax en mai 1964.

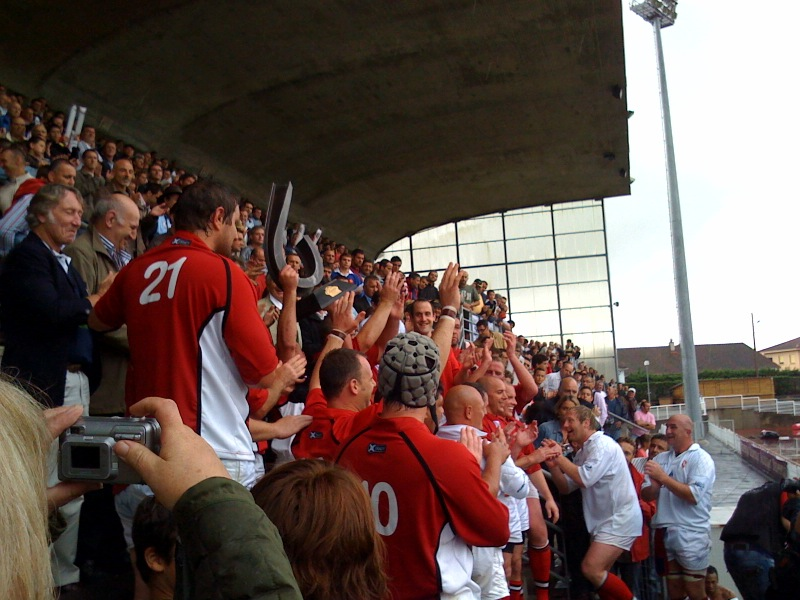
Les tribunes, après un match en juillet 2008.

Originellement, il a une capacité de 22 000 places dont 3 600 assises. Il est homologué en 2016 avec une capacité de 16 800 places.
Il a été d'abord rebaptisé en hommage à Guy Boniface, ancien international de rugby, qui joua au club et remporta le titre de champion de France avec Mont-de-Marsan en 1963 aux côtés de son frère André Boniface.
Le terrain est entouré d'une piste d'athlétisme baptisée Colette Besson en présence de l'athlète à qui elle rend hommage.
Lors de la saison 2008-2009, un record d'affluence est atteint lors de la réception du Stade toulousain, avec environ 10 640 spectateurs.
Le stade est rénové en 2017, une nouvelle tribune couverte de 3 100 places est construite avec dix loges, destinées aux VIP des entreprises locales, ainsi qu’un salon de réception de 300 m2. Pour l'entraînement des rugbymen, notamment du Stade montois, une salle de musculation de 450 m2 et une salle de fitness sont mises à disposition. Le stade abrite également un dojo d’une surface de 275 m2, doté d’un hall d’accueil, de vestiaires, de bureaux, de salle d’entraînement et d’échauffement.
Le 12 janvier 2020, à l'issue de la rencontre de Pro D2 opposant le Stade montois au RC Vannes, le stade est renommé stade André-et-Guy-Boniface, apposant dorénavant le nom des deux frères Boniface. Par la même occasion, les deux tribunes sont nommées en hommage à deux autres joueurs emblématiques du club : la plus récente est ainsi nommée tribune Benoît Dauga, tandis que l'ancienne est désignée tribune Christian Darrouy.
Les infrastructures font l'objet de nombreux travaux durant la saison 2023-2024 : après l'installation d'une pelouse synthétique lors de l'été 2023, une tribune de 2 700 places est montée derrière la ligne d'en-but Nord, s'additionnant aux 5 300 places des deux tribunes latérales ; cette dernière extension est nommée « tribune Eovest », du nom de la société associée au projet. Quelques mois plus tard, le stade affiche complet pour la réception de l'Union sportive dacquoise avec un total de 12 212 spectateurs ; un nouveau record d'affluence est alors établi.
Le 9 août 2025, le stade accueille un test match entre l'équipe de France et celle d'Angleterre dans le cadre de la préparation de la Coupe du monde féminine de rugby à XV.